# Domokos László (színművész)
Domokos László (Brassó, 1974. január 26. –) erdélyi származású magyar színész.

## Élete
1997-ben diplomázott a marosvásárhelyi Szentgyörgyi István Színművészeti Egyetemen, majd ugyanott a Nemzeti Színház Tompa Miklós társulatának színésze volt. 2002-től a Honvéd Kamaraszínház tagja, felesége (a szintén színész Tóth Ildikó) miatt költözött Magyarországra, egy gyermekük van, Simon. 2009-től 2021-ig a Barátok közt című sorozat színésze. 2021-től a Thália Színház tagja.

## Fontosabb szerepei
A Színházi adattárban regisztrált bemutatóinak száma: 12.
- Dosztojevszkij: Ördögök (Kirillov)
- Kleist: Homburg Hercege (Homburg hercege)
- Molière: Fösvény (Valér)
- Goldoni: Chioggiai csetepaté  (Isidoro)
- Shakespeare: Szentivánéji álom (Theseus és Oberon)
- Molière: Hecc (Orvos)
- Wedekind: Tavasz ébredése (Merchior)
- Parti Nagy Lajos: Ibusár (Istensegítssy)
- Füst Milán: Margit kisasszony (Mérnök)
- Molnár Ferenc: Üvegcipő (Házmester)
- Goldoni: Virgonc hölgyek
- Szörényi - Bródy: István, a király
- Shakespeare-Rusznyák: Bozgorok
- Csak úgy…(improvizációs játék, r.:Novák Eszter)
- Molière- Peer Krisztián:A Ragaszkodók (Aurél)
- Gárdonyi - Béres - Várkonyi: Egri csillagok (Gábor pap)
- Kárpáti Péter: Rumcájsz a rabló (Frici)

### Filmek
- Tompa Gábor: Kínai védelem
- Szőnyi G. Sándor: Himnusz egy szamárról
- Goda Krisztina: Csak szex és más semmi
- Frank Wedekind: A tavasz ébredése
- Shakespeare: Szentivánéji álom
- Estére mindig leszáll a köd
- Barátok közt: Berényi Attila
- Blokádː Kovács Béla
- Valami Amerika: tücsöklisztgyár-igazgató

### Rendező
- Tanyabejáró (1999)
- Indián nyár

### Szerkesztő
Indián nyár (1997)

### Forgatókönyvíró
- Végtelen Napló (2002)